# 2e régiment suisse
Le 2e régiment suisse est un régiment de la grande armée servant la France comme mercenaire. Le régiment fait partie des quatre régiments en plus du bataillon valaisan et de Neuchâtel, au service de la France et intégré directement à la grande armée.

## Histoire
Le 2e régiment naît en octobre 1806. En août 1807, le régiment est envoyé au 1er corps d'observation de la Gironde qui doit opérer en Espagne. Le régiment se bat dans la péninsule Ibérique au sein de l'armée d'Espagne (Premier Empire), que ce soit au Portugal qu'en Espagne. En 1812, le régiment rejoint la Russie avec la 9e division sous le commandement du Général Belliard. En Juin 1812 ils entrent dans Vilnius. Ils participent ensuite aux batailles d'Ostrovno, de Vitebsk, de Smolensk, Dorogobouj, de la Moskova,. Lors de la retraite ils participent à la bataille de la Bérézina. En 1813 ils sont en Saxe et participent à la bataille de Leipzig,,,. En 1814 après l'abdication de Napoléon Ier, le régiment reste en place sous la Première Restauration, comme les quatre autres régiments. Le 2 avril 1815, les quatre régiments sont dissous et est formé, avec les soldats restés bonapartistes, le 2e régiment étranger suisse qui participera à la bataille de Waterloo le 18 juin 1815,. À noter que lors de cette campagne le régiment totalise un total de 407 hommes ce qui n'est pas grand chose comparé aux autres régiments français d'infanterie de ligne, l'état major est composé de 54 hommes mais le poste de Major est vacant.